# Монские царства
Монские царства — государственные образования народа мон на территории современной Мьянмы.
Ранние монские государственные образования возникли на территории Мьянмы в первые века нашей эры. Мьянманские хроники сообщают о восьми таких объединениях монских племён в междуречье Ситауна и Салуина, вожди которых находились в состоянии постоянной вражды друг с другом. Китайские источники III—IV веков упоминают названия некоторых из них (Мичэнь, Куньлун, Модипо), на сюзеренитет над которыми претендовало государство Шрикшетра. Однако центр монской государственности и культуры, к которому тяготели и моны Мьянмы, лежал за её пределами — государство Дваравати контролировало в VII веке монские центры на мьянманском побережье, и оказывало воздействие на их государственное развитие.
Наиболее известными государствами монов были Татон, Тайккала, Пегу; в науке эти прибрежные ранние территориальные объединения, активно ведшие международную морскую торговлю, получили название нагары. Они изучены очень слабо, так как архитектурные памятники во влажном и жарком климате побережья практически не сохранились. Нагары состояли из собственно города (как правило небольшого, но хорошо укреплённого), и небольшой сельской территории. Крестьянство в основном занималось орошаемым рисоводством; широкое распространение получило и рыболовство. Материальной базой нагаров были богатства, накопленные в результате торговли, пиратства, обложения налогами иностранного купечества, монополий на ввоз и вывоз определённых товаров (обычно нагары располагались при впадении реки в море). Во главе нагаров стояли правители, носившие индийские титулы и имена. Были восприняты и социальные нормы древней Индии — прежде всего деление на варны, что способствовало закреплению привилегированного положения правящего слоя.
В VII—VIII веках территория монских городов-государств расширялась за счёт присоединения долины Ситауна и дельты Иравади. В 805 году одно из них — Мичаэнь — отправило своё посольство в империю Тан и, согласно китайским источникам, получило признание императорского двора. После того, как государство Наньчжао уничтожило царство Шрикшетра, монским государствам удалось объединить свои силы и остановить его наступление, а также значительно продвинуться к северу за счёт территории бывшей Шрикшетры.
В IX—X веках моны освоили долину реки Чаусхе — главную рисовую житницу страны. Это позволило им создать экономический потенциал для объединённого государства, центром которого стал город Татон. В X—XI веках вторым центром монского государства стал приморский Пегу. По-видимому объединённая монская держава, которую индийцы и кхмеры называли Раманнадесой (рман-мон) представляла собой не аграрную империю с выходом на морские торговые пути, а союз городов-государств, в которых главной функцией была морская торговля на международных путях; внутренние сельскохозяйственные районы оставались в чисто формальной или даннической зависимости.
В XI веке государство монов было завоёвано государством Паган.